# Вишняускас, Томас
Томас Вишняускас (лит. Tomas Vyšniauskas , родился 3 марта 1978 в Электренай) — литовский хоккеист, бывший защитник клуба Энергия (Электренай).

## Карьера
В составе национальной сборной Литвы участвовал в квалификационном турнире к Зимним олимпийским играм 2010 года, за главную команду страны начал выступать с 2008 года на чемпионатах мира — 2008 года (дивизион I), 2009 года (дивизион I) и 2010 года (дивизион I).
Выступал за клубы Энергия (Электренай) и «Bräcke IK» (Швеция).

## Клубы
- 1995—2004 —  Энергия (Электренай)
- 2004—2005 —  Bräcke IK (Швеция)
- 2005—2019 —  Энергия (Электренай)